# Noël Mamère
Pour les articles homonymes, voir Mamère.
Noël Mamère, né le 25 décembre 1948 à Libourne (Gironde), est un ancien journaliste et homme politique français, partisan d'une écologie politique.
Membre des Verts, puis d'Europe Écologie Les Verts (EÉLV) jusqu'en 2013, il est maire de Bègles de 1989 à 2017 et député de 1997 à 2017.
Candidat à l'élection présidentielle française de 2002, il obtient 5,25 % des suffrages, soit le meilleur score réalisé par un candidat des Verts ou d'Europe Écologie Les Verts lors d'un scrutin présidentiel.
Le 5 juin 2004, il célèbre le premier mariage entre personnes de même sexe de l'histoire de France.

## Biographie

### Jeunesse et études
Issu d'une famille catholique de droite originaire de Libourne, ses parents sont négociants en chaussures, Roger et Marthe Mamère. Il est le frère de Jean Mamère (journaliste sportif de télévision, mort en 1995 à la suite d'un cancer, père de Marie Mamère, journaliste sportive), de Catherine Janoueix, Luc Mamère et Isabelle Besserie-Mamère. Il se marie le 2 mai 1981 à Françoise Pichon, maîtresse de conférences à l'université de Paris-Sorbonne. Ils ont un fils, Adrien, avocat au barreau de Paris.
Il décroche son baccalauréat en 1968 au sein du lycée Saint-Joseph de Sarlat-la-Canéda en Périgord.
Il poursuivra ses études supérieures par une maîtrise en droit à la faculté de Bordeaux, avant d'intégrer l'Institut d'études politiques de Bordeaux (diplômé de la promotion 1973) et de terminer son cursus universitaire par un doctorat en sciences de l'information et de la communication (1977).
Écologiste convaincu, il se réclame héritier de la pensée de Jacques Ellul, qu'il a pour enseignant durant ses études de droit, et de Bernard Charbonneau, avec lequel il accomplit ses premiers pas d'écologiste au début des années 1970, notamment aux « camps du Boucau » sorte de séminaires de réflexion organisés par la famille Charbonneau.
De 1974 à 1977, il est assistant à l'Institut universitaire de technologie de journalisme de Bordeaux.

### Carrière journalistique
Il est journaliste pigiste pour l'ORTF de Bordeaux de 1969 à 1972 et correspondant aquitain du Quotidien de Paris de 1974 à 1975. Il est correspondant de Radio Monte Carlo pour l’Aquitaine, de 1974 à 1977. Sur Antenne 2, de 1977 à 1982 il devient animateur et rédacteur en chef du magazine télévisé C'est la Vie, créé par Louis Beriot, première émission généraliste traitant des questions d'environnement et de défense des consommateurs.
De 1982 jusqu'en 1986, toujours sur Antenne 2, il présente le journal de la mi-journée Antenne 2 Midi, avant d’exercer les mêmes fonctions aux journaux du week-end de la chaîne, pendant un an de 1986 à 1987.
Parallèlement, il présente le Grand Raid Le Cap Terre de Feu, de 1984 à 1985.
Il présente et anime, de 1986 à 1992, l'émission Résistances sur Antenne 2, consacrée à La défense des droits de l’homme dans le monde.
De 1991 à 1992, il co-anime avec Martine Chardon l’émission « Agape », commune au « Jour du Seigneur » et à « Présence protestante », sur Antenne 2.
Il tient entre 2012 et 2015 un blog sur le site Rue89, intitulé Noël toute l'année.
Il est l'auteur d'éditoriaux réguliers publiés sur les sites Mediapart et Reporterre.
Il est également coauteur de documentaires :
- Juste Planète, 2005, France 5, avec Jean-Michel Vennemani
- L'homme qui est mort de chagrin, 2005, France 2, avec Jean-Michel Vennemani
- L'affaire Finaly, 2007, Programm 33 et France 3, avec Alain Moreau et David Korn-Brzoza
- Un monde sans humains ?, 2012, Arte France, avec Philippe Borrel
- L'Urgence de ralentir, 2014, Arte France, avec Philippe Borrel
- Climatosceptiques, la guerre du climat, 2015, France 5, avec Franck Guérin et Laure Noualhat
- « Un monde sans travail? »,avec Philippe Borrel. 2017, France 5
- « Exister, c’est résister », avec Pierre Oscar Lévy. 2020, France 3 Nouvelle Aquitaine.

Depuis 2021, il anime un podcast audiovisuel, « l’avis de Mamère », produit par Guillaume Combastet (Wake up), dans lequel il interview des experts, des sociologues, des activistes qui portent un regard critique sur la société.
Entre 1981 et 1982, à l’invitation de Monique Cara et Alain Valentini, producteurs de l’émission « un temps pour tout » (Antenne 2) et anciens de son équipe de l’émission « C’est la vie » créée par Louis Beriot, il chante Les Enfants de par-là, qu'il a écrite sur une musique de Dominique Galopin. Elle fait le tour du web quelques années plus tard alors qu’elle n’était appelée à aucun lendemain.
En 2010, il participe à la mini-série télévisée, « les vivants et les morts », de Gérard Mordillat 
À partir de janvier 2018, il contribue au Journal, une émission journalistique diffusée sur Internet quotidiennement à 20 h par Le Média, où il anime une interview hebdomadaire de philosophes, experts, militants ou auteurs. Quelques semaines plus tard, en février, il décide de quitter Le Média évoquant « l'atmosphère » dans la rédaction autour du départ d'Aude Rossigneux et le traitement de la crise syrienne. Il explique n'avoir subi « ni pressions, ni censure ».

### Parcours politique
En juin 1988, il est élu comme suppléant du député socialiste de la 10e circonscription de Gironde, Gilbert Mitterrand.
En 1989, il est élu maire de Bègles à la tête d'une liste « majorité présidentielle », contre le sortant communiste soutenu par les instances départementales du Parti socialiste et réélu jusque-là. Il échoue toutefois à se faire élire député lors d'une législative partielle (causée par la démission de Catherine Lalumière) le 25 juin 1989 dans la 3e circonscription de la Gironde. Il échouera dans la même circonscription en mars 1993 sous l'étiquette écologiste.
En 1990, il crée Génération écologie (GE), avec Brice Lalonde, Haroun Tazieff et Jean-Louis Borloo. Deux ans plus tard, il devient vice-président et porte-parole national de Génération écologie. Il quitte le parti dès 1994, à la suite du virage centriste entamé sous l'impulsion de Brice Lalonde, et fonde Convergences écologie solidarité dont il devient le président. Cette même année, il est élu député européen sur la liste de Bernard Tapie, tête de liste « Énergie radicale », jugeant qu'il faut développer un véritable courant écologiste de gauche.
En 1995, après le retrait de Jacques Delors, il soutient Lionel Jospin au premier tour de l'élection présidentielle.

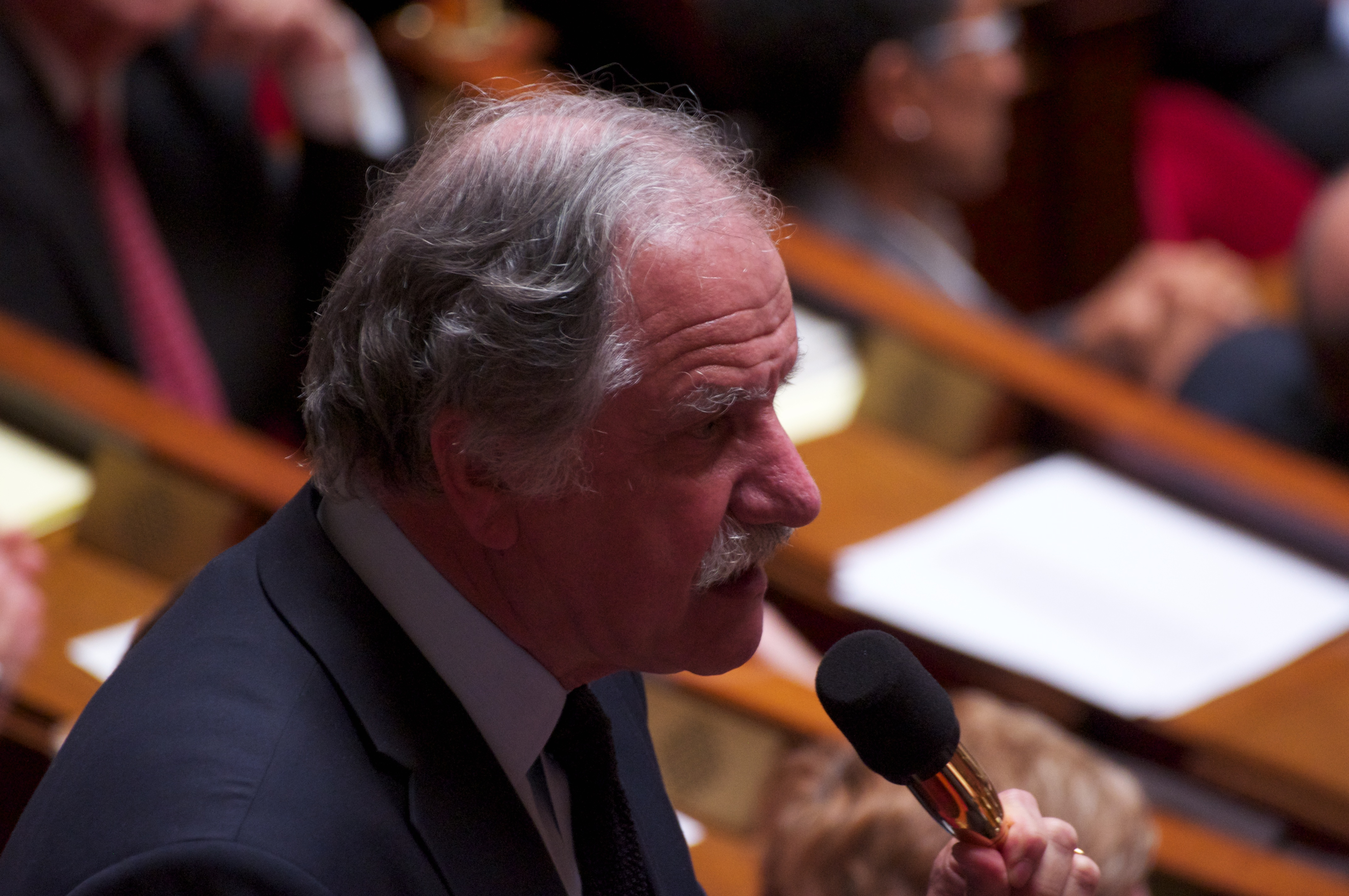
Noël Mamère, quelques minutes avant le vote du projet de loi ouvrant le mariage aux couples de personnes de même sexe, le 23 avril 2013.

Aux élections législatives de 1997, il est une troisième fois candidat dans la 3e circonscription de la Gironde. Au nom de la gauche plurielle, il bénéficie du soutien des instances nationales du Parti socialiste, malgré les réticences des socialistes girondins qui, associés aux communistes, l'ont combattu aux municipales. Il est élu et siège dans le groupe radical, citoyen et vert (constitué par les députés du PRG, du MDC et des Verts). En 1998, il adhère, avec l'ensemble de son mouvement, au parti écologiste Les Verts. Il est réélu député en 2002 : il siège dès lors parmi les non-inscrits, les Verts n'ayant pas assez d'élus (trois) pour pouvoir former un groupe.
Lors de la primaire présidentielle des Verts de mai et juin 2001, il arrive en tête du premier tour avec 42,8 % des voix, puis est battu de peu au second tour par Alain Lipietz, qui obtient 50,3 %. Cependant, le 13 octobre 2001, à la suite d'une prise de position controversée sur l'amnistie des nationalistes corses, Alain Lipietz est évincé du poste de candidat lors d'un référendum interne. Noël Mamère, pressenti pour reprendre le titre de candidat annonce alors son refus catégorique : « Ma décision de ne pas me présenter est irrévocable, et rien ne pourra me faire changer d'avis. ». Mais après le refus de Dominique Voynet d'être à nouveau candidate, Noël Mamère est désigné pour remplacer Alain Lipietz par le conseil national des Verts, le 14 octobre suivant, par 70 voix contre 29. Le 29 octobre 2001, un second référendum interne approuve sa nomination à plus de 80 % des voix.
Après avoir obtenu 5,25 % des voix au premier tour de l'élection présidentielle de 2002, à l’occasion de laquelle il se prononce notamment pour la légalisation contrôlée du cannabis, le droit de mourir dans la dignité et le vote à seize ans, il appelle à voter pour Jacques Chirac, afin de barrer la route à Jean-Marie Le Pen au second tour. Il est le premier (et à ce jour le seul) candidat écologiste à avoir dépassé le score de 5 % lors d'un tel scrutin.
En 2003, lors de la première crise des intermittents, il crée à l’Assemblée nationale « le comité de suivi sur la réforme de l’assurance-chômage des intermittents du spectacle » avec Étienne Pinte, deputé UMP de Versailles. Le 2 mars 2006, ils déposent une proposition de loi définissant un nouveau régime d’assurance-chômage, signée  par 469 parlementaires. Elle sera rejetée.
En décembre 2003, avec ses collègues Martine Billard et Yves Cochet, il dépose une demande de commission d’enquête parlementaire sur « le rôle de la France dans le soutien aux régimes militaires d’Amérique latine entre 1973 et 1984 ». Cette demande est examinée par la commission des affaires étrangères qui la rejette sur proposition du rapport du député Roland Blum.

Fin 2005, il renonce à se porter candidat à l'investiture des Verts pour la prochaine élection présidentielle. En octobre 2006, Les Verts valident son investiture pour les élections législatives. Il est réélu député avec 62,82 % des voix le 17 juin 2007.

Le 7 mai 2008, Noël Mamère prête serment comme avocat au barreau de Paris afin d'exercer avec l'avocate Caroline Mécary. Ce cumul de fonctions semble être en contradiction avec ses propres déclarations. Ainsi, réagissant à la situation du député UMP Jean-François Copé, après que celui-ci fut devenu avocat selon la même procédure, il avait déclaré : « La logique voudrait que, quand on est député, on est seulement député », prônant « un véritable statut de l'élu ». Interviewé sur la radio RMC le vendredi 9 mai 2008, il déclare néanmoins : « Je n'ai jamais critiqué Copé sur ce point ». Il a demandé et obtenu son omission du barreau de Paris en 2011. De 2008 à 2011, Noël Mamère a plaidé quatre affaires, toutes bénévolement.
En 2008, il est nommé membre de la mission d’information sur la révision des lois bioéthiques présidée par Alain Claeys, rapporteur Jean Leonetti, où il défend la procréation médicalement assistée ouverte aux couples homosexuels ainsi que la gestation pour autrui et le droit à connaître ses origines. Le Président et le rapporteur de la Mission refusent sa demande de débattre du droit à mourir dans la dignité.
En février 2009, il est élu par l'Assemblée nationale juge suppléant à la Cour de justice de la République.
Le 08 décembre 2009, il rapporte et défend en séance la proposition de loi (déposée avec ses collègues Yves Cochet et François de Rugy) sur « le tiers secteur de l’habitat participatif, diversifié et écologique » . Elle est rejetée mais sera reprise quatre ans plus tard dans le cadre de la loi ALUR de la ministre du logement, Cécile Duflot.
De 2012 à 2017, il a été co-président du groupe d'études sur la question du Tibet à l'Assemblée nationale.
Durant la même période, il a présidé le Groupe d'amitié France-Nigéria.
Aux côtés de l’association « Survie », il est très actif dans la recherche de la vérité sur le rôle de la France dans le génocide des Tutsis au Rwanda. À l’Assemblée nationale, il demande une commission d’enquête parlementaire qui lui sera refusée au profit d’une mission d’information présidée par Paul Quiles. Il interpelle le gouvernement à plusieurs reprises. À Bègles, le 30 novembre 2013, il fait ériger à la chapelle de Mussonville une fresque, « Les hommes debout », de l’artiste Bruce Clarke, à la mémoire des victimes du génocide des Tutsis au Rwanda. Il soutient des personnalités luttant pour la démocratie en Afrique, par exemple en juillet 2013 en intervenant pour que l'opposant Makaila Nguebla expulsé du Sénégal soit accueilli en France comme réfugié politique .
Le 10 mai 2012, il déclare vouloir devenir le président du futur groupe écologiste de l'Assemblée nationale à l'issue des législatives. Il est réélu député de la troisième circonscription de la Gironde dès le premier tour, le 10 juin 2012. Il obtient alors 51,98 % des voix exprimées. Sa suppléante est Naïma Charaï. Le 18 juin, il affirme vouloir constituer un binôme homme-femme avec Barbara Pompili, élue de la 2e circonscription de la Somme, à la tête de ce groupe parlementaire. C’est finalement le député François de Rugy qui exerce cette coprésidence, bien que le règlement de l’assemblée ne le permette pas : il devient dès lors officiellement président, avant que celle-ci ne le remplace début 2013.
Interpellé en septembre 2012 sur la question du cumul des mandats, il répond qu'il choisira « sans donner de date ni dire quel mandat il abandonnerait ». Il annonce cependant qu'il ne sera plus député dès 2014. En 2014, il change d'avis et reste député : « Quand j'ai fait cette déclaration, je n'ai pas dit que c'était irrévocable… ».
Le 25 septembre 2013, il annonce quitter EÉLV tout en restant membre du groupe écologiste à l'Assemblée nationale.
En 2014, la liste qu'il conduit à Bègles l'emporte au premier tour, avec 51,74 % des voix, ce qui lui permet d'être réélu maire.
En 2015, il préside la commission d’enquête parlementaire sur le maintien de l’ordre et vote contre les conclusions de son rapporteur considérant qu’elles portent atteinte à la doctrine française du maintien de l’ordre.
En 2016, il est le co-auteur du rapport de la commission des affaires étrangères étudiant les effets du réchauffement climatique sur les pôles, intitulée « le monde au miroir des pôles », avec Hervé Gaymard, député UMP.
Noël Mamère est membre du comité d’honneur de l’association pour le droit de mourir dans la dignité et membre de la ligue des droits de l’homme.
Il annonce en janvier 2017 se présenter aux élections législatives de juin suivant qu'en tant que suppléant et qu'il abandonne dans le même temps son mandat de maire de Bègles,. Il démissionne de ses fonctions de maire le 30 juin 2017 au profit de Clément Rossignol-Puech.
Fin 2017, il participe aux premières réunions de Génération.s.
Le 25 juin 2018, il annonce son retrait de la vie politique.
Aux élections européennes de 2019, il soutient la liste Europe Écologie Les Verts, conduite par Yannick Jadot.

## Prises de position

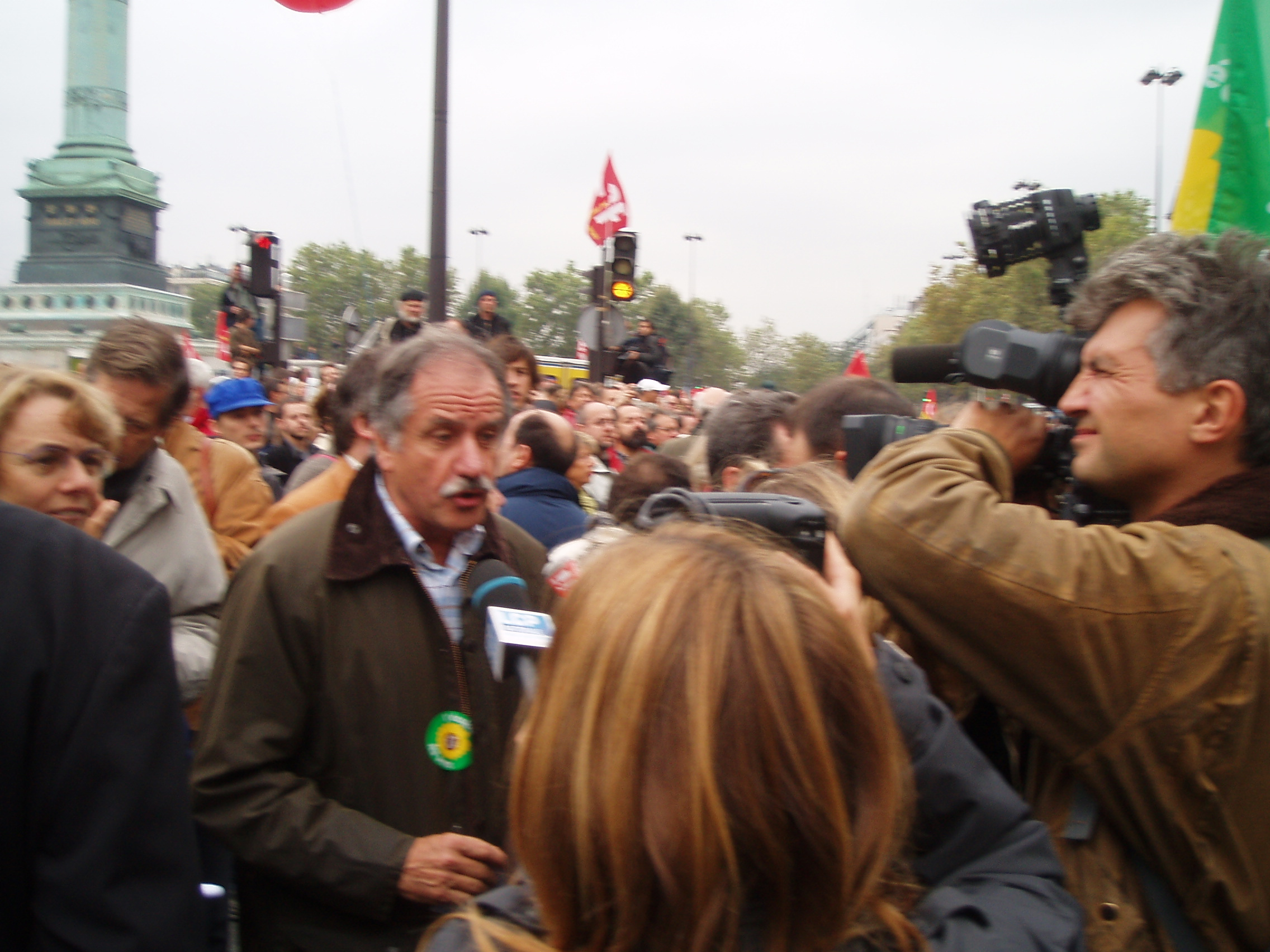
Noël Mamère interviewé place de la Bastille, lors de la manifestation du 4 octobre 2005.

### Droits de l’homme
En 1996, lors de la visite à Paris du Premier ministre chinois Li Peng, l’un des principaux responsables du massacre de Tian An Men (1989), il est le coordinateur de la manifestation du « Comité pour La Défense des libertés en Chine et au Tibet », qui réunit plus de trente organisations de défense des droits de l’homme, organisée pour protester contre cette visite et pour dénoncer les silences du président de la République et du gouvernement sur les violations des droits de l’homme en Chine et au Tibet.
Vingt quatre ans plus tard, en 2020, dans une tribune publiée par le journal Libération, co-signée par la sinologue Marie Holzman, il appelle au boycott des Jeux olympiques d'hiver de 2022, en 2022, en raison de la politique chinoise de répression des Ouïgours.

### Écologie
En 2004, il a soutenu et a participé à des arrachages illégaux d'OGM en plein champ, aux côtés notamment de José Bové et de faucheurs volontaires au nom de la « désobéissance civile » et du « principe de précaution ». Il est alors condamné à trois mois de prison avec sursis et à 63 000 euros de dommages et intérêts solidairement avec sept autres « faucheurs ».
Le 2 décembre 2009, il soutient ouvertement l'action de Greenpeace, applaudissant lorsque des membres de l'association envahissent l'hémicycle de l'Assemblée nationale le jour du débat sur l’avenir climatique prévu avant le grand rendez-vous international de Copenhague. À la suite de cette approbation dans l’hémicycle, le Bureau de l’Assemblée nationale lui retire un tiers de son indemnité de député pendant un mois. Le matin même, il s’était laissé photographier avec des militants derrière une banderole « aux actes monsieur le président » qu'ils réussirent à déployer brièvement sur le toit du palais Bourbon.
En janvier 2009, Daniel Cohn-Bendit, tête de liste des écologistes aux élections européennes, Noël Mamère et Marianne Isler-Beguin sont physiquement agressés[réf. nécessaire] par les employés de la Cogema lors de leur visite au centre de retraitement des déchets nucléaires de La Hague.
Pendant cette campagne, ils seront aussi empêchés à plusieurs reprises de tenir leurs réunions publiques par les chasseurs de CPNT (chasse, pêche, nature et traditions) qui s’en prendront physiquement à Noël Mamère lors d’une réunion publique à Arcachon. Ses agresseurs seront condamnés un an plus tard par le tribunal correctionnel de Bordeaux[réf. nécessaire].

### Moyens de transports écologiques
Noël Mamère a pris des positions très favorables au vélo dans Paris et au covoiturage, mais aussi très sévères à l'égard de l'automobile. Dans son blog de mediapart il avait notamment écrit  que « la voiture est une machine à tuer » et dénoncé ainsi « la religion de l’automobile » et la surmédiatisation des événements automobiles comme la Formule 1 ou le Paris-Dakar qui, selon lui, « exporte la mort en Afrique ». Pourtant, en 1985, à la demande de Claude Balzane, un myopathe qui rêvait de participer au Paris-Dakar, il a prêté sa voix, parmi d’autres personnalités sollicitées, à l’enregistrement d’un disque, intitulé « l’odyssée du Paris-Dakar » pour financer la participation de cette personne handicapée à un rallye dont il condamnait par ailleurs le principe. [réf. nécessaire].

### Questions sociétales

#### Mariage entre personnes de même sexe
Le 5 juin 2004, il a célébré le premier mariage entre personnes de même sexe de l'histoire de France dans sa mairie. Il entendait ainsi protester contre l'agression homophobe dont Sébastien Nouchet avait été victime quelques mois auparavant. Cette cérémonie très médiatisée a suscité un important débat et provoqué de vives réactions contre Noël Mamère qui a reçu plus de 4 000 lettres d’insultes. Elle a poussé le ministre de l'Intérieur Dominique de Villepin à suspendre Noël Mamère de ses fonctions de maire pour une durée d'un mois en application de l'application de l'article L 2122-16 du code général des collectivités territoriales. Le mariage a quant à lui été annulé par le tribunal de grande instance de Bordeaux le 27 juillet. Cette annulation a été confirmée en appel le 19 avril 2005, puis validée en cassation le 13 mars 2007. La cour européenne des droits de l'homme a été saisie d'un recours contre ces décisions mais, le 9 juin 2016, elle a statué que ces dernières étaient légales. Cette « première » a été racontée au jour le jour dans le documentaire « Maris à tout prix », d’Yves Jeuland et Jean-Michel Vennemani, diffusé en juillet 2004 sur Canal+.
En mai 2013, après la promulgation du mariage homosexuel en France, Noël Mamère se dit fier pour la gauche « qui a enfin réalisé cette promesse de l'égalité des droits » mais déclare, face aux manifestations contre cette loi, que « l'homophobie, loin d'être éliminée, s'est quasiment banalisée. »

#### Vote des résidents étrangers aux élections locales
Le 3 mai 2000, l’Assemblée nationale adopte une proposition de loi, dont il est co-signataire et rapporteur, qui donne le droit de vote à tous les résidents étrangers pour les élections locales, texte qui ne sera pas mis à l'ordre du jour du Sénat.

#### Gestation pour autrui
Le 20 mars 2009, il est signataire d'un appel pour la légalisation de la gestation pour autrui (GPA), autrement dit pour la légalisation des mères porteuses que d'autres Verts dénoncent comme une exploitation du corps des femmes.

#### Port du voile islamique ou intégral
Noël Mamère a été l'un des rares députés à toujours être favorable au port du voile dans les écoles et à celui du voile intégral dans l'espace public, au nom de la non-stigmatisation des musulmans.

#### Corrida et chasse
« Je ne suis pas un ayatollah vert : j'aime la chasse et la corrida. Avec modération » sont les mots de Noël Mamère dans son livre Mes années vertes pour qualifier sa position sur ces sujets. Élu du sud de la France, il est un des très rares écologistes à être favorable à la corrida. Il vote toutefois deux propositions de loi, en 2007 et en 2015, pour interdire les corridas aux mineurs.

### Question identitaire
Noël Mamère estime qu'il faut lutter contre le Front national « en lui opposant le projet d’une société cosmopolite et métissée assumée ».

### Accusations contre Jacques Chirac
Le 30 mai 2000, député, il a accusé et demandé une mise en accusation judiciaire du président Jacques Chirac pour sa participation au financement illégal de son parti, ce qui lui vaudra une sanction symbolique de l'Assemblée bien qu'il fût membre de la majorité parlementaire, elle-même opposée au président.

### Prolongation de l'état d'urgence en France
Après les attentats du 13 novembre 2015 en France, Noël Mamère est l'un des six députés français à voter contre la prolongation de l'état d'urgence en France.
Le 30 novembre 2015, il est avec Jean-Baptiste Eyraud et Olivier Besancenot à l'initiative de l'Appel des 58 : « Nous manifesterons pendant l'état d'urgence »,.

### International
Il est membre du « Comité International de Soutien aux victimes vietnamiennes de l'Agent Orange et au procès de New York » (CIS) conduit par André Bouny.
Le 14 juin 2000, il quitte l’hémicycle pour protester contre la réception par l’Assemblée nationale du président algérien Abdelaziz Bouteflika qu’il accuse de corruption et de répression de ses opposants démocrates,.
La même année, avec Reporters sans frontières, il participe à la campagne de libération du journaliste tunisien Taoufik Ben Brik en grève de la faim pendant 42 jours pour protester contre la censure et le harcèlement du régime.
En février 2002, après l’emprisonnement de Hamma Hammami, porte-parole du Parti communiste des ouvriers de Tunisie, par le régime de Ben Ali, il mène campagne pour sa libération aux côtés de son épouse, l’avocate Radhia Nasraoui, qui a entamé une grève de la faim.
En septembre 2002, alors maire de Bègles, il refuse de se trouver en présence de Rafik Khalifa, propriétaire notamment de la compagnie aérienne Khalifa Airways, partenaire de l'Olympique de Marseille et sponsor du club de rugby Bordeaux-Bègles-Gironde (CABBG), qu’il accuse de « blanchir l’argent des généraux algériens ». Il demande, que l'Assemblée nationale crée une commission d'enquête à son sujet.
Noël Mamère a été membre du groupe d'intellectuels qui s'opposait à l'extradition du terroriste italien d'extrême-gauche Cesare Battisti après 2002.
Le 14 février 2008, il signe, avec 16 autres personnalités politiques de tous bords, l'« Appel du 14 février » pour une vigilance républicaine lancé par l'hebdomadaire Marianne.
En février 2012, il signe une pétition pour la libération de la personnalité politique et islamiste (ex-FIS) algérien Mourad Dhina (en) qui avait réclamé la création d'un Etat islamique en Algérie.
En janvier 2013, il déclare au cours d'une émission de télévision traitant du conflit au Mali que le président mauritanien, Mohamed Ould Abdel Aziz, est le « parrain d'un trafic de drogue » et confirme ces propos sur un site d'information en ligne mauritanien quelques jours plus tard. À la suite de la plainte pour diffamation du président mauritanien et face à la polémique enflant en Mauritanie, Noël Mamère finit par se rétracter en mars 2013
Le 12 janvier 2013, avec ses collègues Marie-George Buffet et Pouria Amirshahi, il organise à l’Assemblée nationale une journée intitulée : « À quand la vérité sur les crimes coloniaux », en collaboration avec l’association « vérité et justice pour Farhad Hached » et « l’institut Mehdi Ben Barka - sortir du colonialisme ». Il demande une nouvelle fois que les États français et marocain reconnaissent leurs responsabilités dans l’assassinat du leader tiers-mondiste, le 29 octobre 1965 en plein cœur de Paris. Le 28 octobre 2020, à l’occasion du centième anniversaire de la naissance de Mehdi Ben Barka, il co-signe dans Mediapart, avec cent autres personnalités, une tribune intitulée : « Gloire à Mehdi Ben Barka »
Le 13 octobre 2015, il intervient au sein de l'hémicycle de l'Assemblée nationale dans le cadre d'une question à Ségolène Royal sur le procès intenté à l'écrivain Erri De Luca, à la suite d'une plainte déposée par la société publique Lyon-Turin Ferroviaire pour incitation au sabotage. Erri De Luca avait déclaré au Huffington Post en 2013 que les « sabotages sont nécessaires pour faire comprendre que le TGV est une œuvre nuisible et inutile ». Noël Mamère qualifie le procès d'absurde, le projet étant « inutile et imposé » et suscitant, « du côté italien comme du côté français, de fortes résistances ». Il demande alors au gouvernement français d'intervenir auprès de ladite société publique, afin qu'elle retire sa plainte. Erri De Luca est finalement relaxé le 19 octobre par le tribunal de Turin.
En mai 2020, il est signataire de « l’Appel international pour La Défense des négociateurs de paix au pays basque et pour la protection par la France de Josu Urrutikoetxea », ancien responsable de l’organisation séparatiste basque ETA, qui a mis fin à la lutte armée de son mouvement en 2018 et est réclamé par la justice espagnole.

## Polémiques

### Avec la société Elf
En 1998, il demande en vain une commission d’enquête parlementaire sur le rôle de la société Elf-Aquitaine dans la guerre civile au Congo Brazzaville qui, en 1997 a opposé Pascal Lissouba et Denis Sassou Ngesso et fait plus de dix mille victimes. Face à ce refus, il crée le comité citoyen « Elf ne fera pas la loi en Afrique ». Poursuivi devant les tribunaux pour usage détourné du logo de la société, il gagne son procès, défendu par maîtres Antoine Comte et Henri Leclerc.
Le 24 janvier 1999, avec le « Comité Elf ne fera pas la loi en Afrique », il dépose plainte devant le « Tribunal permanent des peuples » qui, le 21 mai 1999, demande à l’Assemblée nationale de « constituer une commission d’enquête parlementaire sur les relations entre le gouvernement français, la société Elf Aquitaine et les gouvernements des pays africains où elle opère ».

### Avec le professeur Pierre Pellerin
Lors de l'émission télévisée Tout le monde en parle diffusée sur la chaîne publique France 2 le 23 octobre 1999, il qualifie de « sinistre personnage » le professeur Pierre Pellerin, ancien directeur du Service central de protection contre les rayonnements ionisants en 1986, à l'époque de l'explosion de la centrale de Tchernobyl. Il déclare que celui-ci « n'arrêtait pas de raconter que le nuage radioactif n'avait pas franchi nos frontières ». À la suite de cette déclaration, Pierre Pellerin porte plainte contre Noël Mamère et le directeur de la chaîne France 2, Marc Tessier, afin de réfuter cette présentation de son rôle lors de la catastrophe de Tchernobyl.
Le 11 octobre 2000, Noël Mamère et France 2 sont condamnés par le tribunal correctionnel de Paris pour diffamation publique envers un fonctionnaire. Ils font appel.

Le 3 octobre 2001, Noël Mamère et France 2 sont condamnés par la cour d’appel de Paris qui motive ainsi son jugement sur la question de la mauvaise foi de Noël Mamère : 

« M. Mamère, en usant de termes tels que : ‘‘n’arrêtait pas de nous raconter’’ insiste fortement et de manière péremptoire sur le fait que M. Pellerin a fait preuve d’une volonté réitérée de mentir, qu’il n’a cessé de fausser la vérité et cela en toute connaissance de cause. »

Noël Mamère et France 2 se pourvoient en cassation.
Le 22 octobre 2002, les pourvois de Noël Mamère et de France 2 sont rejetés par la Cour de cassation.
Le 11 avril 2003, Noël Mamère saisit la Cour européenne des droits de l'homme, en invoquant la violation de l'article 10 (droit à la liberté d'expression) de la Convention européenne des droits de l'homme. Dans un arrêt du 7 novembre 2006, la Cour considère que les propos de Mamère sont « une caricature de la situation » et sont exagérés, mais « dans les limites permises », aussi juge-t-elle à l'unanimité que l'article 10 a été violé, la condamnation de Mamère n'étant pas « nécessaire [...] dans une société démocratique [...] à la protection de la réputation ou des droits d’autrui ».

### Sur son patrimoine
En décembre 2017, la Haute Autorité pour la transparence de la vie publique appelle la justice à examiner la déclaration de patrimoine de Noël Mamère, le soupçonnant d'y avoir omis une partie de son patrimoine.

## Détail des mandats et fonctions

### Mandats municipaux et communautaires
- 1989-2017 : maire de Bègles (réélu en 1995, 2001, 2008 et 2014). La majorité municipale « Pour Bègles » regroupe trois forces de gauche locales (le Parti socialiste, Europe Écologie - Les Verts et des représentants de la société civile béglaise non encartés[69])
- 1989-2001 : vice-président de la communauté urbaine de Bordeaux
- 2014-2017 : vice-président de Bordeaux Métropole[70]

### Mandats régionaux
- 23/03/1992 – 27/06/1994 : conseiller régional d'Aquitaine
- 16/03/1998 – 25/03/1998 : conseiller régional d'Aquitaine

### Mandats nationaux
- 1997-2017 : député de la 3e circonscription de la Gironde (réélu en 2002, 2007 et 2012). Il siège au sein du groupe écologiste[71]. Sa suppléante est Naïma Charaï (PS) à partir de 2007.
- 2012-2017 : co-président de groupe d'études Question du Tibet
- Il est membre de la commission des Affaires étrangères[72] jusqu'en juin 2017 et préside le groupe d'amitié France-Nigéria.

### Mandats européens
- 1994-1997 : député européen (liste « Énergie radicale » portée par Bernard Tapie - Parti radical de gauche)

## Synthèse des résultats électoraux

### Élection présidentielle
| Année | Parti | Parti | 1er tour  | 1er tour | 1er tour | Issue   |
| Année | Parti | Parti | Voix      | %        | Rang     | Issue   |
| ----- | ----- | ----- | --------- | -------- | -------- | ------- |
| 2002  |       | LV    | 1 495 724 | 5,25     | 7e       | Éliminé |

### Primaire présidentielle écologiste
| Année | Parti | Parti | 1er tour | 1er tour | 2d tour | 2d tour | Issue |
| Année | Parti | Parti | %        | Rang     | %       | Rang    | Issue |
| ----- | ----- | ----- | -------- | -------- | ------- | ------- | ----- |
| 2001  |       | LV    | 42,78    | 1er      | 48,90   | 2e      | Battu |

### Élections législatives
| Année | Parti | Parti     | Circonscription  | 1er tour | 1er tour | 2d tour | 2d tour | Issue |
| Année | Parti | Parti     | Circonscription  | %        | Rang     | %       | Rang    | Issue |
| ----- | ----- | --------- | ---------------- | -------- | -------- | ------- | ------- | ----- |
| 1989  |       | MAJ diss. | 3e de la Gironde | 24,90    | 3e       |         |         | Battu |
| 1993  |       | GÉ        | 3e de la Gironde | 17,71    | 3e       |         |         | Battu |
| 1997  |       | CES       | 3e de la Gironde | 34,01    | 1er      | 61,82   | 1er     | Élu   |
| 2002  |       | LV        | 3e de la Gironde | 46,21    | 1er      | 55,05   | 1er     | Élu   |
| 2007  | 39,82 | LV        | 3e de la Gironde | 62,18    | 1er      |         | 1er     | Élu   |
| 2012  |       | EÉLV      | 3e de la Gironde | 51,98    | 1er      |         |         | Élu   |

### Élections régionales
Les résultats ci-dessous concernent uniquement les élections où il est tête de liste.
| Année | Liste | Liste | Région    | 1er tour | 1er tour | Sièges obtenus |
| Année | Liste | Liste | Région    | %        | Rang     | Sièges obtenus |
| ----- | ----- | ----- | --------- | -------- | -------- | -------------- |
| 1992  |       | GÉ    | Aquitaine | 8,08     | 7e       | 7 / 85         |
| 1998  |       | LV    | Aquitaine | 3,75     | 7e       | 3 / 85         |

### Élections municipales
Les résultats ci-dessous concernent uniquement les élections où il est tête de liste.
| Année | Liste | Liste     | Commune | 1er tour | 1er tour | 2d tour | 2d tour | Sièges obtenus |
| Année | Liste | Liste     | Commune | %        | Rang     | %       | Rang    | Sièges obtenus |
| ----- | ----- | --------- | ------- | -------- | -------- | ------- | ------- | -------------- |
| 1989  |       | MAJ diss. | Bègles  | 38,81    | 2e       | 54,28   | 1er     | 27 / 35        |
| 1995  |       | CES       | Bègles  | 51,57    | 1er      |         |         | 28 / 35        |
| 2001  |       | LV        | Bègles  | 46,57    | 1er      | 46,57   | 1er     | 27 / 35        |
| 2008  | 56,62 | LV        | Bègles  |          |          | 28 / 35 |         |                |
| 2014  |       | ÉCO       | Bègles  | 51,74    | 28 / 35  |         |         |                |

## Ouvrages
- Telle est la Télé, Megrelis, 1982
- Andriana,( roman) Mazarine, 1984
- La Dictature de l'audimat, La Découverte, 1988
- Chine, on ne bâillonne pas la lumière (en coll. avec Marie Holzman), Ramsay, 1996
- Gens de Garonne ( roman) - 1 : les forçats de la mer, Ramsay, 1997
- Ma République, Seuil, 1999
- Non merci, Oncle Sam ! (en coll. avec Olivier Warin), Ramsay, 1999
- Les Damnés de la mer : les galériens des temps modernes parlent(en coll. avec Daniel Cattelain), Édition n° 1, 2000
- Gens de Garonne - 2 : le combat des humbles,( roman) Ramsay, 2000
- Toxiques affaires : de la dioxine à la vache folle (en coll. avec Jean-François Narbonne), Ramsay, 2001
- La vie rêvée du Loft (en coll. avec Patrick Farbiaz), Ramsay, 2001
- Gens de Garonne - 3 : la malédiction des justes, (roman) Ramsay, 2002
- Mes vertes années, Fayard, 2002
- La Fracture humaine (en coll. avec Patrick Farbiaz) Seuil, 2002
- Dangereuse Amérique : chronique d'une guerre annoncée (en coll. avec Patrick Farbiaz), Ramsay, 2003
- Sarkozy, mode d'emploi, Ramsay, 2006), 283 p.,  (ISBN 2-84114-777-0)
- La Tyrannie de l'émotion : le fait divers comme idéologie politique (en coll. avec Patrick Farbiaz), Jean-Claude Gawsewitch, 2008,  (ISBN 978-2-35013-124-5)
- La Désobéissance civile (préface), Henry David Thoreau, Le Passager clandestin (éditions), 2009
- Éloge du mariage pour tous, L'Esprit du Temps, 2013
- Contre Zemmour : réponse au Suicide français (en coll. avec Patrick Farbiaz), Les petits matins, 2014
- Changeons le système, pas le climat. Manifeste pour un autre monde (en coll. avec Patrick Farbiaz), Flammarion, 2015
- Contre Valls : réponse aux néoconservateurs, co-écrit avec Patrick Farbiaz, Les Petits Matins, 2016.
- Les Mots verts, co-écrit avec Stéphanie Bonnefille, Éditions de l'Aube, 2016
- L’Écologie pour sauver nos vies (essai), Paris, éditions Les Petits matins, 2020, 158 p. (ISBN 978-2-36383-275-7, présentation en ligne)
- Les Terrestres, BD de reportages  dans des éco-lieux, co-écrite avec l’illustratrice Raphaëlle Macaron, Éditions du Faubourg, 2020.
- Patrick Farbiaz et Noël Mamère, Le cas Zemmour - Comment en est-on arrivé là ? (essai), Paris, éditions Les Petits matins, 2022, 155 p. (ISBN 978-2-36383-330-3, présentation en ligne)
- Postface actualisée pour la nouvelle édition de la bande-dessinée Les Terrestres, co-écrite avec l’illustratrice Raphaëlle Macaron, préface de Pablo Servigne, Éditions du Faubourg, 2025.